# 張育林
張育林（ちょう いくりん、1958年1月 - ）は、中華人民共和国解放軍の科学者、軍人。

## 概要
1958年1月陝西省生まれ。宇宙飛行技術係教授、衛星発射センターの司令などを経て中国人民解放軍国防科学技術大学校長。工学博士、解放軍中将。

## 来歴
- 1958年 陝西省生まれ
- 1978年 国防科技大学入学
- 1988年 浙江大学にて工学博士学位
- 2004年12月 中国人民解放軍総装備部酒泉衛星発射センター基地 司令員
- 2008年7月 中国人民解放軍国防科学技術大学校長